# Safe Trip Home
Safe Trip Home је трећи студијски албум британске певачице Дајдо. Његово објављивање заказано је за 3. новембар 2008. године у Уједињеном Краљевству.
Песма са албума "Look No Further" објављена је као бесплатни даунлоуд сингл на њеном званичном сајту 22. августа 2008. Први званични сингл је песма "Don't Believe in Love" чије је објављивање заказано за 27. октобар 2008. Листа песама и омот албума објављени су 5. септембра 2008.

## Списак песама
1. "-{Don't Believe in Love" – 3:53
2. "Quiet Times" – 3:17
3. "Never Want to Say It's Love" – 3:35
4. "Grafton Street" – 5:58
5. "It Comes and It Goes" – 3:28
6. "Look No Further" – 3:14
7. "Us 2 Little Gods" – 4:49
8. "The Day Before the Day" – 4:13
9. "Let's Do the Things We Normally Do" – 4:10
10. "Burnin' Love" – 4:12
11. "Northern Skies}-" – 8:57

### Додатне песме
1. "For One Day" (Дајдо) 5:43
2. "Summer" (Дајдо) 3:5
3. "Northern Skies" (Ремикс) (Дајдо, Роло Армстронг) 5:53